# Ellas, Filipinas
Ellas, Filipinas es una obra de arte formada por fotografía, videoarte y documental de la artista española Marisa González. La obra profundiza en las más de ciento cincuenta mil mujeres protagonistas de la diáspora filipina en la ciudad de Hong Kong. Todas ellas han abandonado su país natal, Filipinas, para trabajar internas en el servicio doméstico y poder mantener a sus familias de origen.

## Desarrollo
En la obra documental Ellas, Filipinas, la artista Marisa González profundiza en la dura situación vital de estas mujeres que sufren explotación, abuso y discriminación. La obra es una visión y acercamiento a esta problemática desde una postura política y feminista. El proyecto global lo ha titulado «Female open space invaders».

## Exposiciones
El proyecto se ha expuesto en el Pabellón Central de la Bienal de Arquitectura de Venecia en el año 2012 junto a Andreas Gursky. Además en ciudades como Madrid, Londres, Bilbao y Barcelona y se expuso ampliamente programado por Casa Asia en el festival Internacional de fotografía Latitudes de la ciudad de Huelva en el año 2013.
En 2017 esta obra formó parte de la exposición colectiva Women in Work. Mujer, Arte y Trabajo en la globalización en la Sala de Exposiciones de la Universidad Politécnica de Valencia. Con esta misma obra Marisa González en el año 2018 participa en la exposición Hidden Workers en el Museo de Art Contemporáneo de Seoul Corea, junto a artistas históricas como Martha Rosler o Las Guerrilla Girls entre otras.